# El Roblar, Simojovel
El Roblar är en ort i Mexiko.   Den ligger i kommunen Simojovel och delstaten Chiapas, i den sydöstra delen av landet, 700 km öster om huvudstaden Mexico City. El Roblar ligger 698 meter över havet och antalet invånare är 169.
Terrängen runt El Roblar är bergig åt nordost, men åt sydväst är den kuperad. Runt El Roblar är det ganska tätbefolkat, med 104 invånare per kvadratkilometer. Närmaste större samhälle är Simojovel de Allende, 13,2 km väster om El Roblar. I omgivningarna runt El Roblar växer i huvudsak städsegrön lövskog.